# Allendorf (Eder)

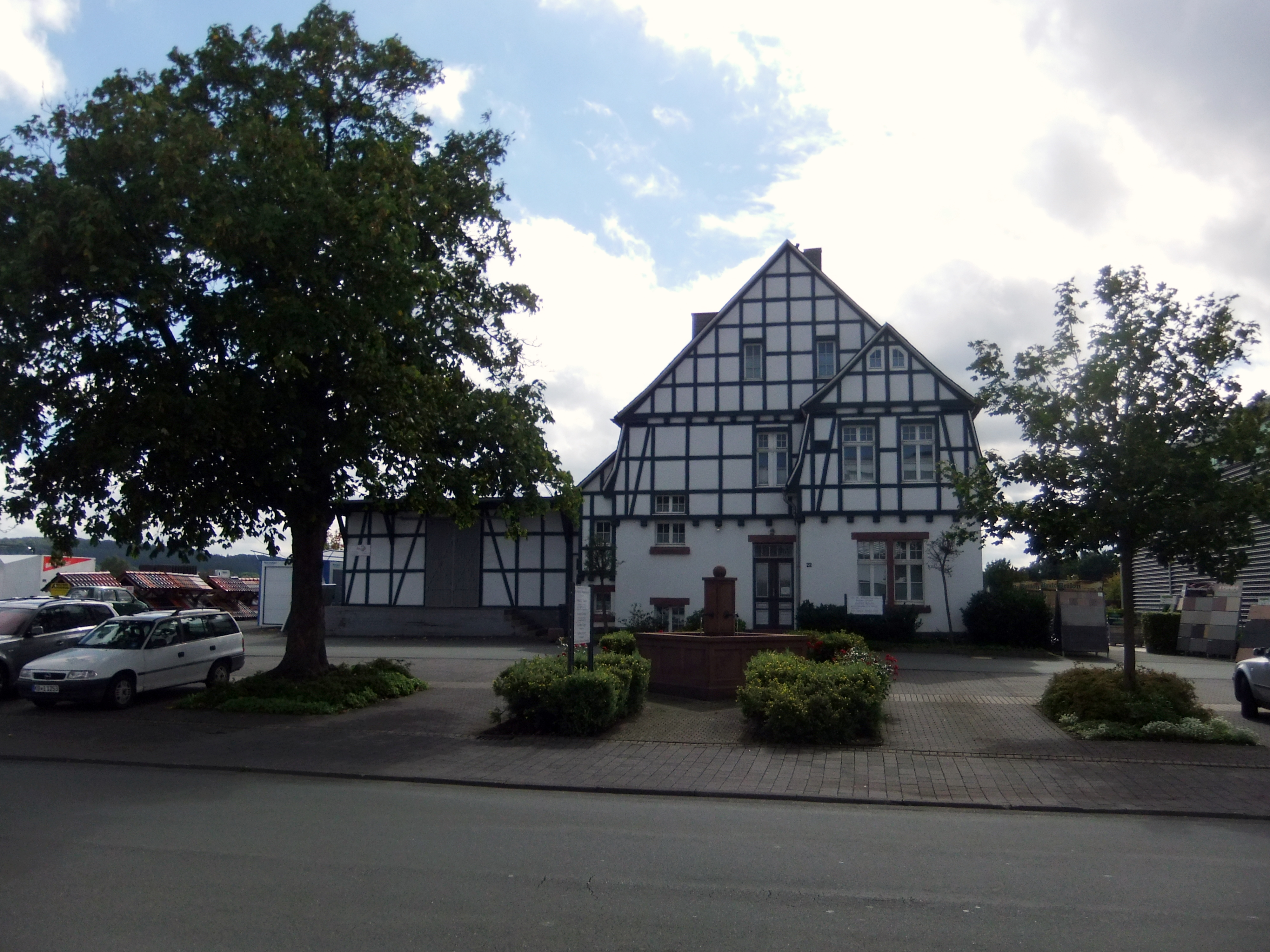
Estación Allendorf

Allendorf es una localidad alemana del estado de Hesse, en la terraza aluvial del valle del río Eder. Este poblado se compone de cuatro pedanías: Battenfeld, Haine, Osterfeld y Rennertehausen.
En 1107, Allendorf fue por primera vez mencionado en un documento proveniente del conde de Kunimund, quien donó extensiones de tierra donde actualmente se encuentra esta ciudad a la Abadía Imperial de Hersfeld (Bad Hersfeld). Una de las pedanías, Battenfeld, fue fundada incluso antes de la existencia de Allendorf, en el año 778.